# André Lamorthe
« Lamorthe » redirige ici. Pour l’article homophone, voir La Morte.
 (octobre 2018).
André Lamorthe est un dessinateur de bande dessinée français, travaillant chez Fluide glacial depuis 1982, et créateur du personnage de Chaponoir.

## Biographie
Il commence à publier dans Fluide glacial en 1985 (au numéro 114). Il a publié deux albums. Il possède  à son actif l'un des héros les plus populaires[réf. nécessaire] de tous ceux issus du magazine de bande dessinée Fluide glacial: le triste, sévère et pervers Chaponoir. Pour créer Chaponoir, l'auteur s'est inspiré du personnage central de Dans la joie jusqu'au cou[réf. nécessaire], bande dessinée de Gotlib et Alexis.
En décembre 2004, il s'essaie au cinéma, en jouant le rôle principal du film de court métrage de Nicolas Heurtel Midnight Murderers produit par (TiKanar Prod).

## Publications
- 2002 : Chaponoir, Tutti Frotti
- 2004 : Chaponoir, 2

## Filmographie
- 2005 : Midnight Murderers (court métrage de Nicolas Heurtel - production TiKanar Prod)